# Volle maan (film)
Volle maan is een Nederlandse film uit 2002. De film, die zowel een komedie- als coming of age-film is, werd de 9e best bezochte film van dat jaar in de Nederlandse bioscoop. Deze kreeg als internationale titel Full Moon Party. De titel is een verwijzing naar het feest waar de ontknoping plaatsvindt.

## Verhaal
Acht Twentse tieners gaan na hun eindexamen met een zeiljacht op vakantie naar Mallorca. Een van hen, Hans, krijgt van zijn vader de opdracht om diens oudere broer Ties tijdens de vakantie te overtuigen terug naar huis komen om als uitvoerder in het bouwbedrijf van de familie te gaan werken. Ties had namelijk het contact met de familie verbroken omdat hij zijn eigen keuzes wil kunnen maken en een toekomst in de muziek ambieert.
Onderweg naar Mallorca komt er nog een gothic meisje aan boord genaamd Treesje die het met niemand goed kan vinden. Als ze op hun bestemming aankomen maken ze plannen om naar een full moon party te gaan die op een geheime locatie zal worden gehouden. De groep hangt rond op de boot en gaat stappen. Ze komen meer over elkaar te weten en relaties lopen stuk. Ook komen ze de zangeres Sacha tegen waar Ties meteen verliefd op wordt. Ties besluit in een bar op te treden met een eigen lied maar wordt uitgelachen.
Na een paar dagen ontdekken ze waar het feest gegeven zal worden. Hier treedt Sacha op waar ze het lied van Ties zingt. Ties en Sacha treden vervolgens samen op maar Ties wordt weer uitgelachen. Sacha weet hem moed in te praten waarna hij nogmaals met succes een optreden geeft. Hierna trekken ze zich terug om de liefde te bedrijven. Natasja had het lied van Ties echter als een liefdesverklaring opgevat en lag in bed op Ties te wachten. Ze weet nog net weg te glippen. Natasja eindigt vervolgens met Steven in bed.
Diezelfde avond vindt er bijna een verkrachting plaats wanneer Esmee mee gaat met een jongen genaamd Luc. Haar ex-vriendje Bobbie, waarmee ze het had uitgemaakt, is haar achterna gegaan en komt net op tijd om in te grijpen. Ook Esmee en Bobbie komen zo weer bij elkaar.
Terug op de boot ontstaat een nieuw drama wanneer de groep ontdekt dat Hans een overdosis heeft genomen. Treesje, die ervaring met dit soort situaties heeft weet hoe ze Hans kan laten overgeven en hem zo te redden. De volgende dag moeten de jongeren het voorval verwerken, waarna ze terug naar Nederland reizen. Ties besluit met Sacha naar Amsterdam te gaan ondanks dat ze aangeeft dat ze niet aan vaste relaties doet. Rikki, de nerd van de groep, krijgt een relatie met Treesje en Hans besluit om een jaar met de boot te gaan reizen om zichzelf te ontdekken.

## Achtergrond
De film werd geproduceerd door Johan Nijenhuis die eerder al Costa! had geregisseerd en 75 afleveringen van Goede tijden, slechte tijden. Dit is ook terug te zien in de cast. De angst was dat deze film dan ook te veel op een Costa! deel 2 zou gaan lijken en daarom werden er verandering doorgevoerd. Zo was eerst het plan dat Katja Schuurman de rol van Sacha zou vertolken maar dan zou ze weer de tegenspeelster van Daan Schuurmans worden. Ellen ten Damme leek daardoor een betere keuze. Georgina Verbaan weigerde in eerste instantie de rol, omdat zij deze te veel vond lijken op haar personage in Costa! Uiteindelijk werd het script speciaal voor haar herschreven en werd Treesje gothic en manisch-depressief. De acteurs moesten verder een Twents accent aanleren.
Teun Kuilboer nam ontslag bij Goede tijden, slechte tijden om in de film te spelen, tot ongenoegen van de producers van de soap. Andere acteurs die voor deze rol in de aanmerking kwamen waren Sander Foppele en Johnny de Mol. Ook GTST-acteurs Aukje van Ginneken (Esmee), Winston Post (Ties), Liesbeth Kamerling (Andrea), Victoria Koblenko (Natasja) en Bas Muijs (Bobbie) deden auditie voor deze film. Idse Grotenhuis, de producent en creatief supervisor van GTST, dreigde echter om de acteurs te ontslaan als zij aan deze film mee zouden werken.
Vj Jeroen Nieuwenhuize verschijnt ook nog even in een bijrol als opdringerige jongen. Ook Martin Buitenhuis (zanger van Van Dik Hout) verschijnt meerdere malen in beeld als barman.

## Rolverdeling
| acteur              | Personage                    |
| ------------------- | ---------------------------- |
| Daan Schuurmans     | Ties Nijboer                 |
| Georgina Verbaan    | Treesje Waanwolf             |
| Cas Jansen          | Hans Nijboer                 |
| Ellen ten Damme     | Sacha                        |
| Michiel Huisman     | Bobbie Zwiers                |
| Chantal Janzen      | Andrea                       |
| Teun Kuilboer       | Rikki Kuperus                |
| Lieke van Lexmond   | Esmé                         |
| Jasmine Sendar      | Natasja                      |
| Edgar Wurfbain      | Steven                       |
| Geert Hunaerts      | Luc                          |
| Hans Dagelet        | Jan Nijboer                  |
| Mark Scholten       | King                         |
| Martin Buitenhuis   | Caféhouder Chris             |
| Sjoerd Dragtsma     | Ajacieden                    |
| Sidney Brandeis     | Ajacieden                    |
| Joost de Jong       | Dave                         |
| Bert Eefetink       | Leraar                       |
| Jeroen Nieuwenhuize | Hitsige jongen               |
| Jul Hennings        | Wethouder                    |
| Patricia Verbruggen | Ajacied hooligan en vriendin |

## Filmmuziek
Voor de film zijn de volgende muzikale nummers verwerkt:
| Nummer | Artiest(en)       | Titel                            |
| ------ | ----------------- | -------------------------------- |
| 1      | Van Dik Hout      | "Volle maan"                     |
| 2      | Ties              | "Denk aan mij"                   |
| 3      | BLØF              | "Mooie dag"                      |
| 4      | Twan Lijten       | "Puur op het gevoel"             |
| 5      | De Poema's        | "Zij maakt het verschil"         |
| 6      | Fontane           | "Slapeloos"                      |
| 7      | Memories Band     | "Jij en ik (nog één keer samen)" |
| 8      | Re-Play           | "Niemand"                        |
| 9      | Baptiste          | "Vakantie Liefde"                |
| 10     | Skik              | "Op fietse"                      |
| 11     | Lichter Laaie     | "Het is zo"                      |
| 12     | Guus Meeuwis      | "Eerste lief"                    |
| 13     | Van Dik Hout      | "Stil in mij"                    |
| 14     | Het Gebaar        | "Als ik jou was"                 |
| 15     | Acda en De Munnik | "Niet of nooit geweest"          |
| 16     | De Dijk           | "Ga in mijn schoenen staan"      |
| 17     | Ellen ten Damme   | "Vegas"                          |
| 18     | Cap               | "R U Ready"                      |